# Mitry-Mory
Mitry-Mory – miejscowość i gmina we Francji, w regionie Île-de-France, w departamencie Sekwana i Marna.
Według danych na rok 1990 gminę zamieszkiwało 15 205 osób, a gęstość zaludnienia wynosiła 508 osób/km² (wśród 1287 gmin regionu Île-de-France Mitry-Mory plasuje się na 188. miejscu pod względem liczby ludności, natomiast pod względem powierzchni na miejscu 19.).